# Somerville College, Oxford

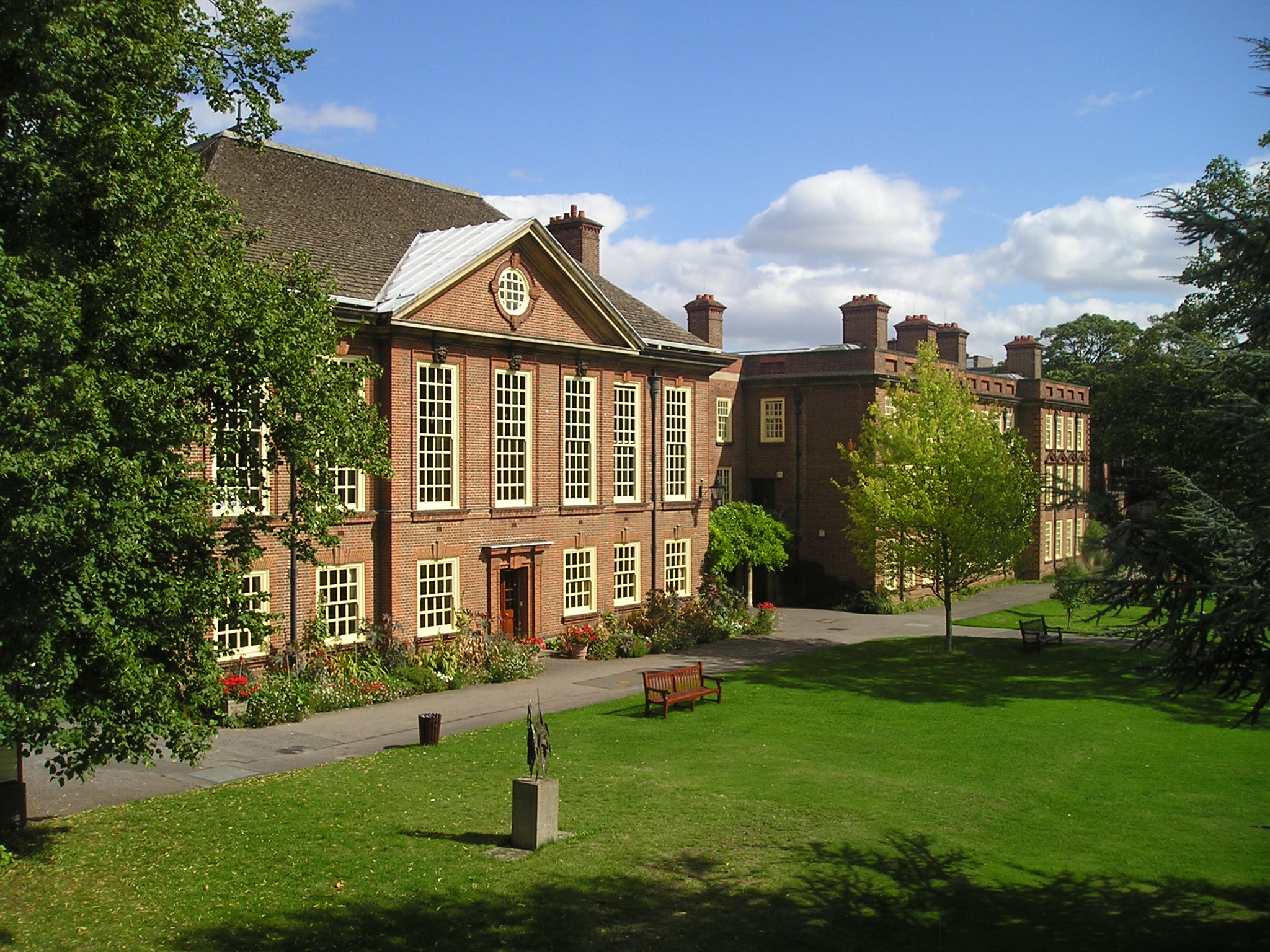
Somerville College

Somerville College là một trường đại học cấu thành của Đại học Oxford ở Anh. Từ năm 1875, viện đại học thông qua bản quy chế cho phép thu nhận nữ sinh viên cấp cử nhân. Bốn trường thành viên dành cho nữ được thành lập nhờ sự vận động tích cực của Hội Giáo dục Đại học cho Nữ giới (AEW). Năm 1878 thành lập Trường Lady Margaret, năm 1879 Somerville College; 21 nữ sinh viên đầu tiên đến những nghe giảng bài trong những lớp học ngay tầng trên của một hiệu bánh của Oxford.
Từ lâu, Oxford vẫn được xem là thành lũy của đặc quyền nam giới, cho nên mãi đến ngày 7 tháng 10 năm 1920, nữ sinh viên của trường mới được hưởng đầy đủ quyền lợi. Năm 1927, các khoa trưởng ra quy định giới hạn số nữ sinh viên không quá một phần tư số nam sinh viên, đến năm 1957, quy định này mới bị hủy bỏ. Tuy vậy, trước thập niên 1970 viện đại học vẫn duy trì hệ thống giáo dục tách biệt giữa các trường nam và trường nữ, và các trường nữ bị giới hạn trong tuyển sinh. Chỉ từ năm 1959 các trường nữ mới có được sự bình đẳng. Bối cảnh cuốn tiểu thuyết trinh thám Gaudy Night của Dorothy Sayers – Sayers là một trong những phụ nữ đầu tiên nhận văn bằng đại học của Oxford – diễn ra tại một Somerville College ở Oxford, những vấn đề về giáo dục cho nữ giới cũng là tâm điểm của câu chuyện.

## Nhân vật nổi tiếng
- Margaret Thatcher
- Indira Gandhi
- Dorothy Hodgkin
- Laeticia Kikonyogo
- Kara Miller